# NXT TakeOver: Unstoppable
NXT TakeOver: Unstoppable było galą wrestlingu z cyklu gal NXT TakeOver, wyprodukowaną przez federację WWE. Odbyła się 20 maja 2015 w Full Sail University w Winter Park na Florydzie. Była emitowana na żywo na WWE Network.
Na gali odbyło się siedem walk, z czego jedna nie została wyemitowana (dark match). Walką wieczoru NXT TakeOver: Unstoppable było starcie o NXT Championship między mistrzem Kevinem Owensem a jego rywalem i byłym posiadaczem mistrzostwa Samim Zaynem. W walkę zainterweniował debiutujący w WWE Samoa Joe.

## Produkcja

### Przygotowania
Cykl gal NXT TakeOver rozpoczął się 29 maja 2014, kiedy to brand WWE NXT otrzymał swoją drugą ekskluzywną galę na WWE Network pod nazwą NXT TakeOver. W kolejnych miesiącach słowo "TakeOver" stało się główną częścią nazwy kolejnych specjalnych gal NXT, które miały dodatkowe podtytuły, jak przykładowo NXT TakeOver: Fatal 4-Way, NXT TakeOver: R Evolution czy też NXT TakeOver: Rival. NXT TakeOver: Unstoppable było piątą galą z chronologii i drugą w 2015 roku.
NXT TakeOver: Unstoppable oferowało walki profesjonalnego wrestlingu z udziałem różnych wrestlerów z istniejących oskryptowanych rywalizacji i storyline'ów, które były kreowane na tygodniówce NXT. Wrestlerzy byli przedstawiani jako heele (negatywni, źli zawodnicy i najczęściej wrogowie publiki) i face'owie (pozytywni, dobrzy i najczęściej ulubieńcy publiki), którzy rywalizują pomiędzy sobą w seriach walk mających w budować napięcie. Punktem kulminacyjnym rywalizacji są walki na galach PPV lub serie pojedynków.

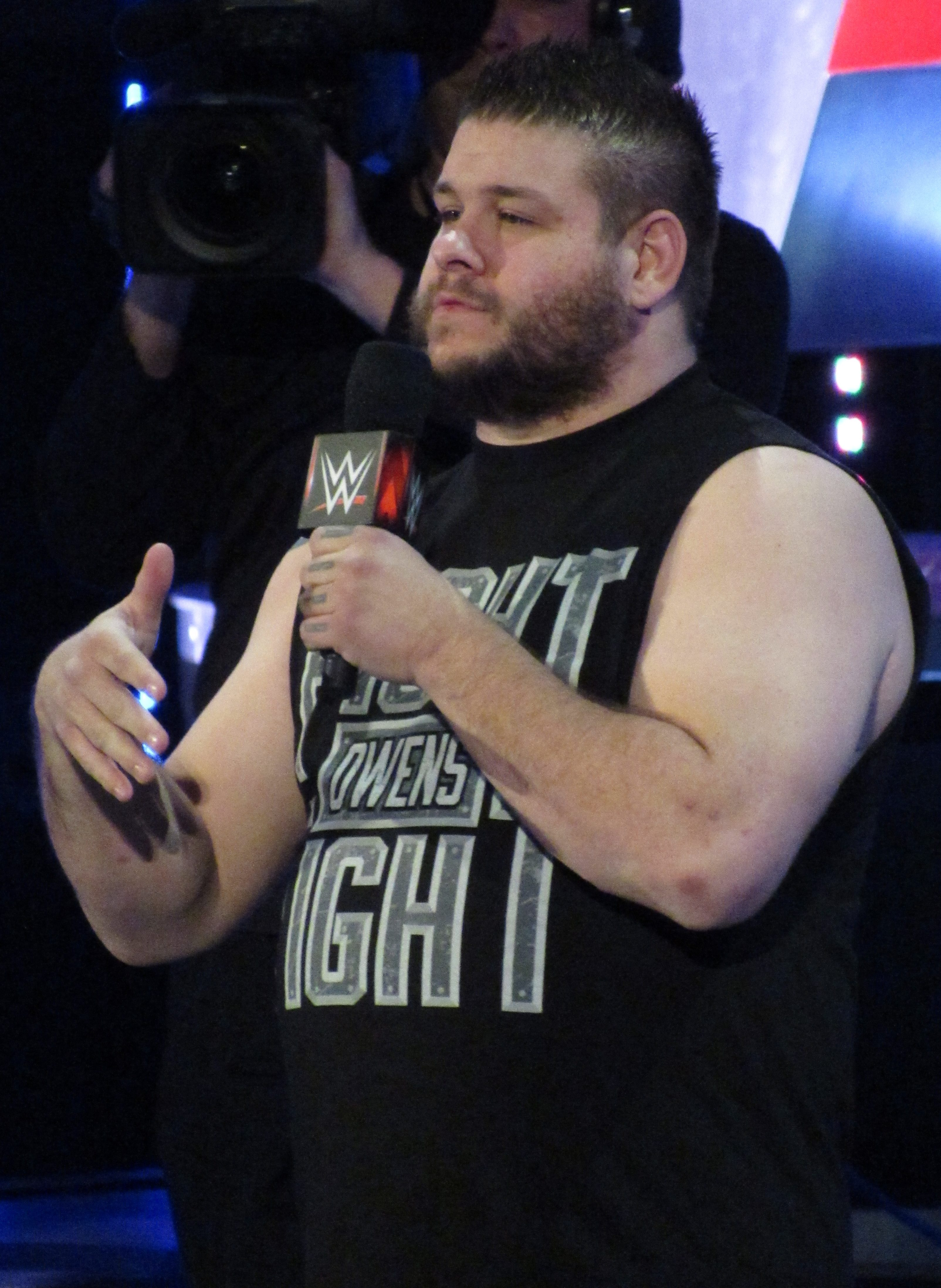
Kevin Owens obronił NXT Championship w walce wieczoru gali.

### Storyline'y

#### Blake i Murphy vs. Enzo Amore i Colin Cassady
11 marca 2015, Enzo Amore i Colin Cassady wygrali walkę o miano pretendenckie do NXT Tag Team Championship z byłymi mistrzami The Lucha Dragons. Zamiast skupiać się na nowych pretendentach, mistrzowie tag team NXT, Blake i Murphy, skupili się na ich menedżerce – Carmelli. Kiedy dwie drużyny zmierzyły się ze sobą, Carmella odwróciła uwagę Murphy'ego, co pozwoliło Amore'owi i Cassady'emu wygrać starcie. 4 maja, Blake i Murphy brutalnie zaatakowali rywali, jak również zainterweniowali w walkę Carmelli. Niedługo później ogłoszono, że dwa tag teamy zawalczą ze sobą na NXT TakeOver: Unstoppable.

#### Finn Bálor vs. Hideo Itami vs. Tyler Breeze
Finn Bálor wygrał turniej o miano pretendenckie do NXT Championship, lecz nie zdołał pokonać mistrza Kevina Owensa w walce o tytuł. Na pierwszym NXT TakeOver w maju 2014, Tyler Breeze pokonał Samiego Zayna w pojedynku o prawo do walki z mistrzem NXT, ale on również nie zdobył tytułu mistrzowskiego. Po NXT TakeOver: Fatal 4-Way rozpoczął rywalizację z Hideo Itamim i pokonał go w 2-Out-Of-3 Falls matchu. Tuż po tym, skupił się na Bálorze, co doprowadziło do ogłoszenia Triple Threat matchu o miano pretendenckie do NXT Championship na NXT TakeOver: Unstoppable.

#### Baron Corbin vs. Rhyno
6 maja na odcinku NXT, Rhyno pokonał Bulla Dempseya, a po walce wyzwał Barona Corbina na pojedynek na następnym TakeOver. Tydzień później, Rhyno wszedł do ringu po walce Corbina i domagał się odpowiedzi na wyzwanie. Corbin uderzył rywala, co rozpoczęło bójkę między dwoma zawodnikami.

#### Charlotte i Bayley vs. Emma i Dana Brooke
W marcu, Bayley rozpoczęła rywalizację z Emmą, po tym, jak ta zarzuciła Bayley, że jest zbyt miła, by mogła zostać mistrzynią kobiet NXT. Tymczasem, Charlotte wdała się w feud z Daną Brooke. 1 kwietnia, Bayley wygrała walkę z rywalką, a następnie przegrała z Daną Brooke, której pomogła Emma. Tydzień później Bayley zaatakowała Emmę po jej walce z Charlotte. Niedługo później ogłoszono, że Charlotte i Bayley zmierzą się z Brooke i Emmą na NXT TakeOver: Unstoppable.

#### Sasha Banks vs. Becky Lynch
Rywalizacja Sashy Banks z Becky Lynch sięga aż do października 2014, kiedy to przyszłe rywalki połączyły siły, tworząc "Team BAE". Ich przyjaźń zaczęła rozpadać się, gdy Banks zdobyła NXT Women's Championship. Zazdrosna Lynch odwróciła się od Banks na NXT TakeOver: Rival. 22 kwietnia 2015, Lynch pokonała Charlotte i Bayley w Triple Threat matchu o prawo do walki z Banks. 6 maja doszło do konfrontacji i bójki rywalek podczas podpisywania kontraktu na walkę o mistrzostwo na NXT TakeOver: Unstoppable.

#### Kevin Owens vs. Sami Zayn
Na NXT TakeOver: Rival, pretendent do NXT Championship Kevin Owens zmierzył się z mistrzem Samim Zaynem. Po wykonaniu na mistrzu pięciu Powerbombów w krawędź ringu, sędzia przerwał pojedynek i ogłosił Owensa nowym posiadaczem głównego mistrzostwa NXT. Zayn powrócił do ringu w kwietniu, skupiony na odzyskaniu tytułu. Choć początkowo nie godził się na walkę o NXT Championship, Owens przyjął wyzwanie Zayna na walkę na NXT TakeOver: Unstoppable. Jeszcze tej samej nocy, Owens zainterweniował w walkę rywala, atakując zarówno Zayna, jak i jego przeciwnika.

## Gala

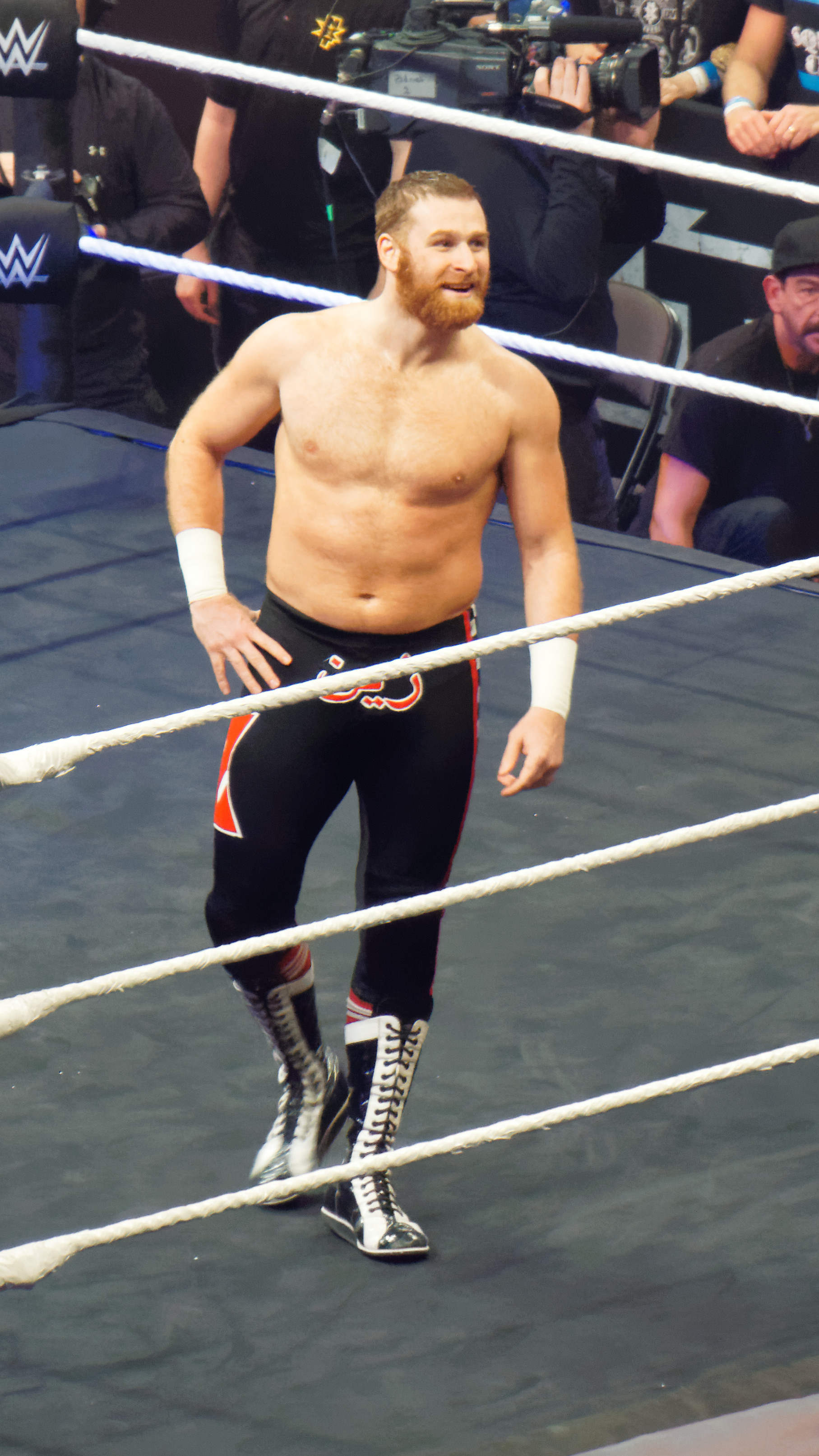
Uczestnik walki wieczoru NXT TakeOver: Unstoppable – Sami Zayn.

### Komentatorzy
Komentatorami NXT TakeOver: Unstoppable byli Rich Brennan, Corey Graves i Byron Saxton. Panel pre-show poprowadzili Renee Young, Graves i Saxton.

### Główne show
W pierwszej walce gali początkowo mieli wziąć udział Finn Bálor, Tyler Breeze oraz Hideo Itami. Tuż przed galą, Itami doznał kontuzji ramienia, przez co nie mógł zawalczyć. Aby wyjaśnić nieobecność Itamiego, WWE wypuściło winietę przedstawiającą Itamiego na parkingu Full Sail University po rzekomym ataku na niego. Bálor i Breeze zmierzyli się więc w standardowym singles matchu, którego stawką było miano pretendenckie do NXT Championship. na koniec walki, Bálor wykonał finisher Coup de Grace na przeciwniku, przypiął go i wygrał pojedynek.
Starcie drużynowe kobiet między Charlotte i Bayley a Daną Brooke i Emmą zakończyło się, gdy po wymianie finisherów Charlotte wymierzyła Emmie Natural Selection.
W następnej walce, Baron Corbin zmierzył się z Rhyno. Corbin wykonał End of Days na przeciwniku i przypiął go, gwarantując sobie zwycięstwo.
Blake i Murphy bronili NXT Tag Team Championship w walce z Enzo Amorem i Colinem Cassadym (z towarzyszącą im Carmellą. Pretendenci górowali nad mistrzami dopóki obok ringu nie pojawiła się Alexa Bliss. Bliss zaatakowała Carmellę, zaś Blake wykorzystał zamieszanie poza ringiem i znienacka przypiął Amore'a.
Mistrzyni kobiet NXT, Sasha Banks, zmierzyła się z pretendentką do tytułu Becky Lynch. Po piętnastu minutach walki w ringu i poza nim, Banks zmusiła Lynch do poddania się po założeniu na niej dźwigni Bank Statement.

### Walka wieczoru
W walce wieczoru NXT TakeOver: Unstoppable, mistrz NXT, Kevin Owens, bronił tytułu w walce z Samim Zaynem. Po siedmiu minutach od rozpoczęcia starcia, Owens wykonał Powerbomb na Zaynie i uderzył nim w krawędź ringu. Owens kontynuował atak na kontuzjowanym przeciwniku. Generalny Menedżer NXT, William Regal, próbował powstrzymać napastnika, lecz ten odepchnął go od siebie i wznowił atak na Zaynie. Wówczas debiutant w NXT Samoa Joe wbiegł do ringu i odciągnął uwagę Owensa od kontuzjowanego pretendenta do tytułu. Mistrz NXT zabrał pas mistrzowski i udał się na zaplecze, podczas gdy medycy udzielali pomocy Zaynowi. Walka zakończyła się bez rezultatu.

## Odbiór gali
NXT TakeOver: Unstoppable zebrało pozytywne opinie i oceny od krytyków i fanów.
Wrestling Observer Dave'a Meltzera najlepiej oceniło walkę o NXT Women’s Championship – starciu przyznano 4 gwiazdki na 5. Drugą najlepiej ocenionym pojedynkiem była walka wieczoru (3,5 gwiazdki).
James Caldwell z Pro Wrestling Torch pochwalił galę, jej walki i scenariusze użyte w kreowaniu rywalizacji. Według niego, na szczególną pochwałę zasługiwała walka wieczoru, jak również walka Sashy Banks z Becky Lynch.
History Of Wrestling przyznało gali 87 punktów na 100 możliwych.

## Wydarzenia po gali
Alexa Bliss dołączyła do Blake'a i Murphy'ego, stając się ich menedżerką.
Po udanej obronie tytułu, Sasha Banks zadebiutowała w głównym rosterze WWE wraz z Becky Lynch i Charlotte. Tymczasem, Bayley wywalczyła miano pretendenckie do NXT Women's Championship – prawo do walki z Banks na następnym TakeOver. Na NXT TakeOver: Brooklyn, Bayley pokonała Banks, stając się nową mistrzynią kobiet NXT.
Sami Zayn przeszedł operację ramienia, którego kontuzji doznał na kilka tygodni przed galą. Do ringu powrócił dopiero w grudniu.
Dzięki swojej wygranej w walce o miano pretendenckie do NXT Championship, Finn Bálor otrzymał szansę walki z Kevinem Owensem na evencie The Beast in the East. Bálor pokonał mistrza, stając się nowym posiadaczem NXT Championship. Zdołał obronić tytuł w rewanżowej walce wieczoru NXT TakeOver: Brooklyn.

## Wyniki walk

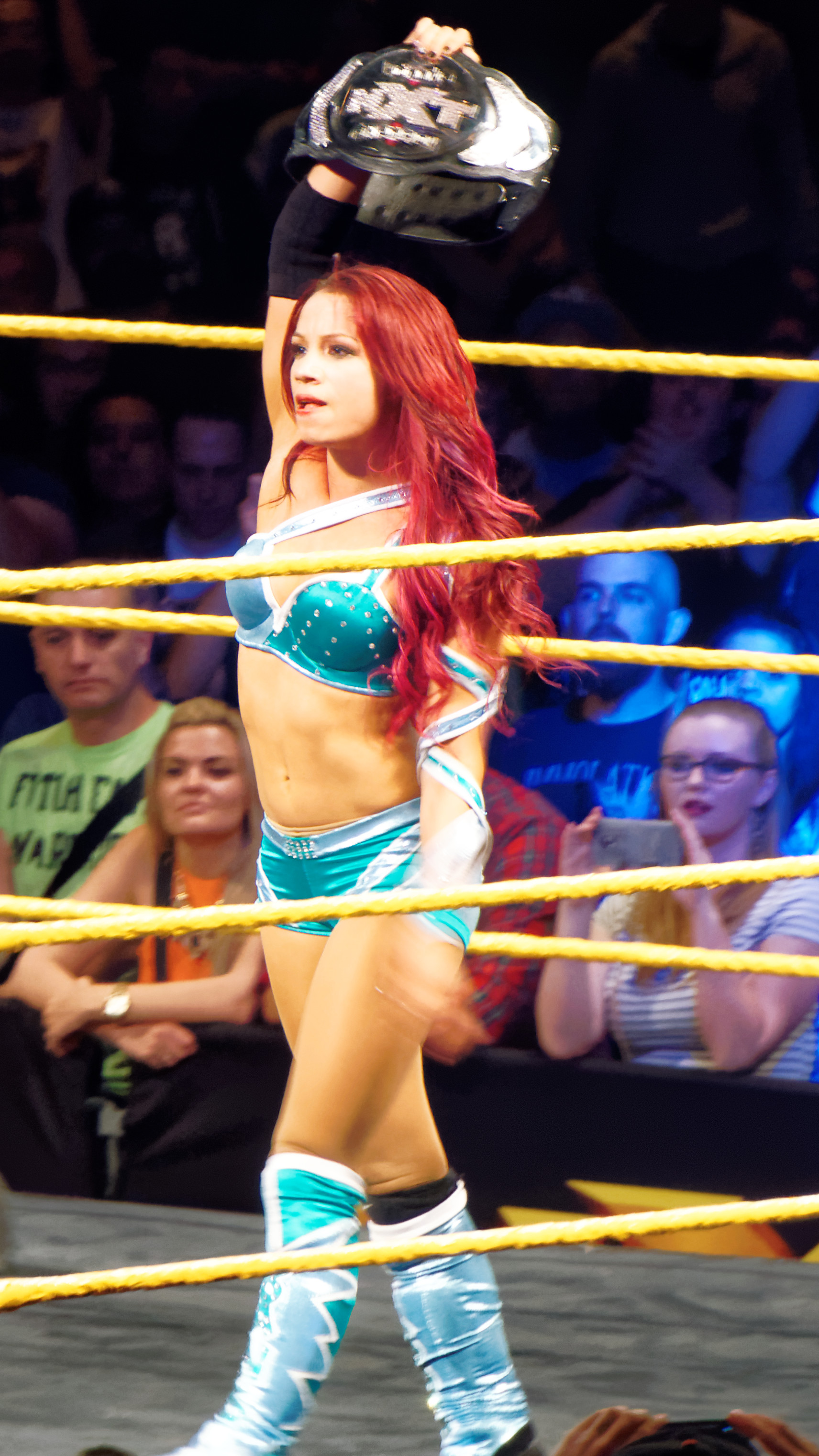
Sasha Banks – zwyciężczyni starcia o NXT Women's Championship.

| Nr                                                                                    | Wyniki                                                                                  | Stypulacje                                              | Czas  |
| ------------------------------------------------------------------------------------- | --------------------------------------------------------------------------------------- | ------------------------------------------------------- | ----- |
| 1D                                                                                    | The Vaudevillains (Aiden English i Simon Gotch) pokonali Scotta Dawsona i Dasha Wildera | Tag team match                                          | N/A   |
| 2                                                                                     | Finn Bálor pokonał Tylera Breeze'a                                                      | Singles match o miano pretendenckie do NXT Championship | 11:30 |
| 3                                                                                     | Bayley i Charlotte pokonały Emmę i Danę Brooke                                          | Tag team match                                          | 6:51  |
| 4                                                                                     | Baron Corbin pokonał Rhyno                                                              | Singles match                                           | 7:15  |
| 5                                                                                     | Blake i Murphy (c) pokonali Enzo Amore'a i Colina Cassady'ego (w/ Carmella)             | Tag team match o NXT Tag Team Championship              | 8:50  |
| 6                                                                                     | Sasha Banks (c) pokonała Becky Lynch                                                    | Singles match o NXT Women's Championship                | 15:33 |
| 7                                                                                     | Kevin Owens (c) vs. Sami Zayn zakończyło się bez rezultatu                              | Singles match o NXT Championship                        | N/A   |
| (c) – mistrz/mistrzyni przed walkąD – walka była dark matchem (nietransmitowana w TV) |                                                                                         |                                                         |       |